# پدولاس
پدولاس (به لاتین: Pedoulas) یک منطقهٔ مسکونی در قبرس است که در ناحیه نیکوزیا واقع شده‌است.

## خصوصیات
پدولاس  ۱۳۲ نفر جمعیت دارد.